# Szidóni Dórotheosz
Dórotheosz (Δωρόθεος ὁ Σιδώνιος: Szidón, a mai Szaida mellett, Kr. u. 1. század) görög asztrológus és költő. Egy nagy hatású, ma már csak töredékeiben és fordításban ismert tanköltemény szerzője. Munkája révén a görög asztrológiai hagyomány egyik fő meghatározója, műve a kezdeményező asztrológia fő forrása.

## Költeménye
Belső érvek alapján a költemény Kr. u. 70 körül íródott, és eredetileg öt könyvből állt. Ezek közül az első négy a születési asztrológiát, az ötödik a kezdeményező asztrológiát tárgyalja. Forrásként a szerző Hermészre és az egyiptomiakra hivatkozik.
A mű eredeti formájában legalább a 7., prózai átdolgozásban a 11. század elejéig fennmaradt. Legtöbb töredékét egyenes idézetek és parafrázisok formájában thébai Héphaisztión őrizte meg. A 3. században perzsa nyelvre fordították és átdolgozták, később ebből az elveszett változatból készült Omar at-Tabari fennmaradt 8. századi arab fordítása. Ez a fordítás az eredeti alapos átdolgozását bizonyítja, mivel néhol a szöveg kimutathatóan hiányos, más helyeken pedig későbbi kiegészítéseket találni. Néhány évtizeddel Omar előtt Másáalláh is készített egy mára már csak töredékesen ismert fordítást, vélhetően a görög eredeti vagy annak prózai átdolgozásának felhasználásával. Ezek a töredékek szintén jelentősek szövegtörténeti szempontból.
Dórotheosz munkája meghatározó, hagyományteremtő jelentőségű volt a görög és arab asztrológusok körében. A görög tanköltemény-szerzők közül Pszeudo-Manethón, Anubión és Maximosz utánozza, Héphaisztión egyik fő forrásaként használja, majd Rhétoriosz és edesszai Theophilosz is sokban rá támaszkodik. A perzsa-arab hagyományban számos pszeudo-dórotheoszi mű bizonyítja jelentőségét. Az arab asztrológusok között Másáalláh és Omar mellett Szahl ibn Bisr használja egyik fő forrásaként.